# 1 Pułk Strzelców Konnych (II RP)
1 Pułk Strzelców Konnych (1 psk) – oddział kawalerii Armii Polskiej we Francji (1919), Wojska Polskiego II RP (1919–1939) i Armii Krajowej (1940–1944).
Jednostka nieoficjalnie nosiła imię Cesarza Napoleona i nazwę wyróżniającą „Raszyńskich”.

Przed 1939 stacjonowała w Garwolinie, w dawnych koszarach 13 pułku dragonów carskiej armii.

Święto pułkowe obchodzono 9 maja w rocznicę przekroczenia granicy polskiej w 1919 przez 4 pułk szwoleżerów.

Oddział nawiązywał do tradycji 1
pułku strzelców konnych Księstwa Warszawskiego i 1 pułku strzelców konnych Królestwa Kongresowego.

## Formowanie i walki antenatów pułku
Na przełomie kwietnia i maja 1919, w Louri we Francji, w składzie Armii gen. Józefa Hallera, sformowana została I Grupa 4 pułku szwoleżerów. Dowództwo grupy, będącej odpowiednikiem dywizjonu, objął major armii francuskiej Henryk Paweł de Baupuis. Organizacja jednostki odbywała się na bazie francuskiego 10 pułku dragonów. 4 maja 1919 grupa wyjechała z Francji do Polski przez Niemcy. 9 maja 1919 na stacji kolejowej Zbąszyń oddział przekroczył granicę polsko-niemiecką, a następnie został tymczasowo rozlokowany w Makowie pod Skierniewicami. Pod koniec sierpnia tego roku dowództwo nad grupą objął rtm. Franciszek Kościesza-Ożegalski. 1 września 1919, w wyniku scalenia Armii Polskiej we Francji z armią krajową, grupa przemianowana została na I dywizjon 1 pułku dragonów, a 1 października 1920 na III dywizjon 1 pułku strzelców konnych.
16 października 1919 zorganizowane zostało dowództwo pułku. Dowodzenie jednostką powierzone zostało płk. Tadeuszowi Sulimirskiemu. Dowódca pułku przebywał w Warszawie, nie miał kancelarii i adiutanta, nie wydawał rozkazów i często nie wiedział gdzie walczą jego dywizjony.
Dopiero w maju 1921 otrzymał on nazwę 1 pułku strzelców konnych.

### Walki o granice
15 września 1919 III/4 p.szw. wyjechał na front do Małopolski Wschodniej. 18 września wyładowany został w Łanowcach i wszedł w skład Grupy gen. Bonin’a (eks-7 Dywizja Strzelców Polskich), jako jazda dywizyjna. W okolicach Tarnopola nadzorował brzegi Zbrucza, patrolował przedpole oraz utrzymywał łączność między pułkami a dowództwem Grupy.
W listopadzie odszedł na front litewsko-białoruski. 27 grudnia wyruszył przez Hermanowicze do Woronki, a 29 grudnia stanął w Stołbach. 30 grudnia uczestniczył w wypadzie 29 pułku piechoty na Dryssę nad Dźwiną, a po walkach został wycofany do odwodu i prowadził działania rozpoznawcze.
W tym czasie przechodził też reorganizację. Zdemobilizowani zostali ochotnicy z Ameryki oraz większości strzelców roczników 1877–1886. Dywizjon usuwał braki w uzbrojeniu i umundurowaniu oraz przyjmował uzupełnienia w ludziach.
Pod koniec marca 1920 przeszedł na linię Dzisny i prowadził tam rozpoznanie na korzyść XV Brygady Piechoty.
Liczył wtedy 7 oficerów i 171 żołnierzy, posiadał 191 koni wierzchowych, 56 koni pociągowych, 2 kuchnie, 2 jaszcze i 19 wozów.
W połowie maja ruszyła ofensywa Armii Czerwonej. Zepchnęła ona polską 8 Dywizje Piechoty z obszaru Połocka w kierunku południowo-zachodnim. Dywizjon prowadził działania opóźniające, łącznikowe i rozpoznawcze.
Będąc w składzie 8 Dywizji Piechoty, wszedł w skład Armii Rezerwowej. W jej szykach uderzył na północne skrzydło wojsk bolszewickich z zadaniem powstrzymania nieprzyjacielskiej ofensywy i wyparcia Sowietów za Berezynę.
Po przełamaniu frontu w rejonie jezior Granat i Dolsza, w dniach 1–12 czerwca uczestniczył w pościgu i wziął udział w zajęciu Duniłowicz i Głębokiego.
13 czerwca dywizjon przeszedł do odwodu i do początków lipca pełnił służbę łącznikową.
4 lipca oddziały Armii Czerwonej przeszły do ofensywy. Oddziały polskiej 1 Armii zaczęły odchodzić w kierunku południowo-zachodnim. Idący w straży tylnej dywizjon ubezpieczał 8 Dywizję Piechoty. Ciężkie i wyczerpujące marsze, służba wywiadowcza i duże straty wśród koni spowodowały, że dywizjon reprezentował realną siłę zaledwie dwóch plutonów jazdy.
19 lipca pod Grodnem kawaleria bolszewicka i wrogo nastawiona do Polaków miejscowa ludność żydowska zaatakowały tabory dywizjonu. Polakom udało się jednak przeprawić przez Niemen. W kolejnych dniach dywizjon cofał się przez Supraśl, Małkinię, a 12 sierpnia doszedł do Ząbek.
Po krótkim odpoczynku, 16 sierpnia dywizjon, wraz z ochotniczym oddziałem piechoty, uczestniczył w wypadzie na Radzymin.
Dwa dni później, już w ramach polskiej ofensywy, ruszył w pościg za wycofującymi się w kierunku Prus Wschodnich oddziałami Armii Czerwonej.
Po rozwiązaniu Frontu Północnego, został przesunięty do Małopolski Wschodniej. 11 września stacjonował w Stanisławowie, a kilka dni później wziął udział w ofensywie 6 Armii. Jego wydzielony pododdział walczył między innymi w rejonie Bybła ponosząc duże straty.
Po zawieszeniu broni, dywizjon pełnił służbę na linii demarkacyjnej. W grudniu 1920, po przemianowaniu go na II dywizjon, przeszedł do Wołkowyj, gdzie pozostawał do lutego 1921.

### Polegli i zmarli z ran
| Polegli i zmarli z ran | Polegli i zmarli z ran | Polegli i zmarli z ran |
| --- | --- | --- |
| - strzel. Piotr Albinger - strzel. Józef Berdecki - strzel. Wacław Drwęski - plut. Czesław Dudziński - plut. Jan Gatalas - strzel. Adolf Giza - strzel. Stanisław Głaziewicz - strzel. Zygmunt Hoppen - strzel. Antoni Jachimiak | - strzel. Stefan Jarnot - strzel. Julian Rychlicki - strzel. Stanisław Kamp - strzel. Franciszek Karwowski - strzel. Józef Kligier - strzel. Jan Moskalski - kpr. Józef Niemiec - plut. Jan Patalas - st. strzel. Ignacy Płoński | - strzel. Wincenty Poboła - st. strzel. Nikodem Rogalski - strzel. Franciszek Sajdak - st. strzel. Wojciech Szuda - strzel. Wincenty Toboła - strzel. Jan Worobiej - st. strzel. Jan Wrocławski - strzel. Aleksander Zając - st. strzel. Józef Zieliński |

### Kawalerowie Virtuti Militari
| Żołnierze pułku odznaczeni Krzyżem Srebrnym Orderu Wojskowego Virtuti Militari za wojnę 1918–1920 |                           |                              |
| strzel. Stefan Jarnot                                                                             | ppor. Franciszek Tokarski | por. Dezyderjusz Zawistowski |

## Pułk w okresie pokoju

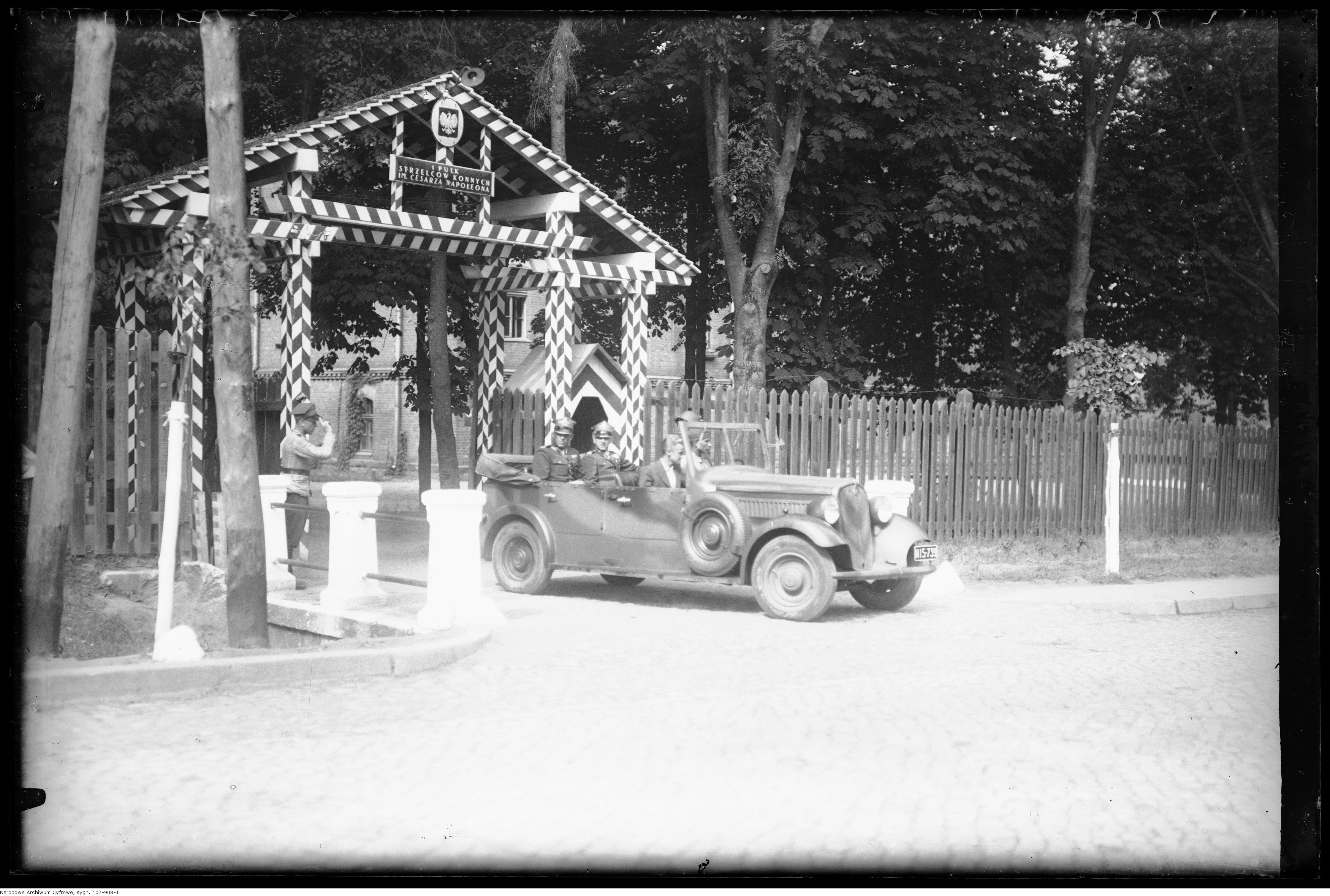
Brama wjazdowa do koszar, na pierwszym planie Polski Fiat 518 Mazur w wersji wojskowej, rok 1939

### Reorganizacja i podporządkowanie
„Pokojowy”  1 pułk strzelców konnych powstał w Ciechanowie wiosną 1921 na bazie  III dywizjonu „wojennego” 1 pułku strzelców konnych, I dywizjonu tegoż pułku i szwadronu zapasowego. 
W latach 1921–1924 jednostka podporządkowana była dowódcy Okręgu Korpusu Nr I w Warszawie. W tym czasie w jej skład wchodziły trzy szwadrony i szwadron karabinów maszynowych. Jego podstawowym zadaniem mobilizacyjnym było wystawić dwuszwadronowe dywizjony jazdy organicznej dla 8., 18. i 28 Dywizji Piechoty. 
Wraz ze zmianą terminu „jazda" na „kawaleria", pułki strzelców konnych zostały przeformowane w 1924 w pułki jazdy samodzielnej. Reorganizacja polegała na sformowaniu 4 szwadronu oraz przeformowaniu oddziału karabinów maszynowych w szwadron ciężkich karabinów maszynowych. Ponadto w pułku utworzono pluton łączności i sekcję pionierów.
Jednocześnie 1 psk wyszedł z bezpośredniego podporządkowania dowódcy Okręgu Korpusu nr I i wszedł  w skład I Brygady Kawalerii.  Na przełomie marca i kwietnia 1937 zreorganizowano 2 Dywizję Kawalerii, a 1pułk strzelców konnych został bezpośrednio podporządkowany dowództwu Dywizji Kawalerii w Warszawie. W lutym 1939  wraz z rozformowaniem Dywizji Kawalerii, pułk czasowo podporządkowano dowództwu Mazowieckiej Brygady Kawalerii, a w czerwcu 1939 przekazano w podporządkowanie dowódcy nowo formowanej Warszawskiej Brygady Pancerno-Motorowej.

### Zakwaterowanie
Pierwszym garnizonem pułku był Ciechanów. W tamtejszych koszarach stacjonował szwadron zapasowy, a do których to 28 marca 1921 dotarły II dywizjon i pluton ckm. Tam rozpoczął się proces demobilizacji. W dniach od 23 do 27 maja szwadrony przeniesiono do drewnianych, porosyjskich koszar artyleryjskich w Ostrowi Mazowieckiej. Do nich przybył z frontu I dywizjon, a 6 czerwca 1921 przyjmuje się jako datę powstania 1 pułku strzelców konnych.

W styczniu 1923 pułk przeniesiono go do Garwolina. Jedynie 3 szwadron do jesieni 1926 kwaterował osobno, w majątku Głosków. W garwolińskich koszarach pułk kwaterował do września 1939.

### Plan mobilizacyjny „S”
| Pułk w planie mobilizacyjnym „S” | Pułk w planie mobilizacyjnym „S” | Pułk w planie mobilizacyjnym „S” |
| Nazwa pododdziału                | Termin                           | Miejsce mobilizacji              |
| -------------------------------- | -------------------------------- | -------------------------------- |
| dowódca pułku z drużyną          | alarm                            | Garwolin                         |
| pluton łączności                 | alarm                            | Garwolin                         |
| 1÷4 szwadrony                    | alarm                            | Garwolin                         |
| szwadron karabinów maszynowych   | alarm                            | Garwolin                         |
| szwadron kawalerii nr 56         | 3 alarm                          | Garwolin                         |
| szwadron kawalerii nr 69         | 11                               | Garwolin                         |
| pluton ckm nr 56                 | 5                                | Garwolin                         |
| pluton ckm nr 89                 | 11                               | Garwolin                         |
| kolumna taborowa nr 163          | 6 alarm                          | Garwolin                         |
| kolumna taborowa nr 167          | 7 alarm                          | Garwolin                         |
| uzupełnienie do czasu „W”        | 6                                | Garwolin                         |
| szwadron marszowy 1/1 psk        | 18                               | Garwolin                         |
| pluton marszowy nr 1/56          | 30                               | Garwolin                         |
| pluton marszowy nr 1/69          | 30                               | Garwolin                         |
| szwadron zapasowy                | 30                               | Garwolin                         |
| obiekty przemysłu obronnego      |                                  |                                  |

| Obsada personalna i struktura organizacyjna w marcu 1939 | Obsada personalna i struktura organizacyjna w marcu 1939 |
| -------------------------------------------------------- | -------------------------------------------------------- |
| dowódca pułku                                            | płk Stanisław Królicki                                   |
| I zastępca dowódcy                                       | mjr Włodzimierz Ludwik Józef Białobłocki                 |
| I zastępca dowódcy (dubler)                              | mjr dypl. Jan Kazimierz Jastrzębski                      |
| adiutant                                                 | mjr Karol Błasiński (*)                                  |
| lekarz medycyny                                          | kpt. dr Grzegorz Woźniakowski                            |
| starszy lekarz weterynarii                               | kpt. Karol Jacko                                         |
| komendant rejonu PW Konnego                              | rtm. adm. (kaw.) Władysław Słuszko-Ciapiński             |
| w dyspozycji dowódcy                                     | rtm. Edmund Chojnacki                                    |
| II zastępca dowódcy (kwatermistrz)                       | mjr Jan Ołpiński                                         |
| oficer mobilizacyjny                                     | rtm. Edmund Grunwald                                     |
| zastępca oficera mobilizacyjnego                         | por. Mieczysław Bartik                                   |
| oficer administracyjno-materiałowy                       | por Mirosław Sawicki                                     |
| dowódca szwadronu gospodarczego                          | mjr Karol Błasiński (*)                                  |
| oficer gospodarczy                                       | por int. Jan Cabaj                                       |
| oficer żywnościowy                                       | vacat                                                    |
| dowódca plutonu łączności                                | p.o. por. Stanisław Antoni Sokołowski                    |
| dowódca plutonu kolarzy                                  | vacat                                                    |
| dowódca plutonu ppanc.                                   | vacat                                                    |
| dowódca 1 szwadronu                                      | rtm. Stanisław I Łukaszewicz                             |
| dowódca plutonu                                          | ppor. Jan Wojciech Alfons Sokołowski                     |
| dowódca 2 szwadronu                                      | rtm. Jarosław Malinowski                                 |
| dowódca plutonu                                          | por. Józef Adam Leszczyński                              |
| dowódca plutonu                                          | ppor. Stanisław Mierzikowicz                             |
| dowódca 3 szwadronu                                      | por. Edward Schöenaich                                   |
| dowódca plutonu                                          | ppor. Wacław Zaleski                                     |
| dowódca 4 szwadronu                                      | p.o. por. Jan Kazimierz Koszutski                        |
| dowódca plutonu                                          | ppor. Jerzy Dobrski                                      |
| dowódca szwadronu km                                     | rtm. Karol Dąbrowski                                     |
| dowódca plutonu                                          | ppor. Józef Mossakowski                                  |
| dowódca plutonu                                          | chor. Narcyz Witczak-Witaczyński                         |
| dowódca szwadronu zapasowego                             | mjr Oskar Andrzej Berenson                               |
| zastępca dowódcy                                         | mjr kontr. Izrafił Jedigar †18 V 1939                    |
| dowódca plutonu                                          | chor. Stanisław Hagner                                   |
| odkomenderowany                                          | por. Jan Marowski                                        |
| na kursie                                                | rtm. Jan Mossakowski                                     |
| na kursie                                                | rtm. Aleksander Sariusz-Wolski                           |
| na kursie                                                | por. Stanisław Sierawski                                 |
| na kursie                                                | por. Władysław Tomaszewski                               |

### Mobilizacja w 1939
1 pułk strzelców konnych, pomimo że był pułkiem kawalerii zmotoryzowanej, to z uwagi na obowiązujący nadal plan mobilizacyjny „W” zobligowany był do zmobilizowania przewidzianych tym planem pododdziałów. W ramach mobilizacji alarmowej w grupie żółtej zmobilizował w czasie A+36 kolumnę taborową kawaleryjską nr 148 dla Mazowieckiej Brygady Kawalerii. W I rzucie mobilizacji powszechnej zmobilizował Ośrodek Zapasowy Mazowieckiej Brygady Kawalerii (OZKaw. „Garwolin”). Wysłano z pułku komisje poboru koni, dostarczyły one konie i wozy nie dla pułku lecz przekazano je do Ośrodka Zapasowego.

## 1 psk w kampanii wrześniowej

### Działania bojowe

#### Obrona linii Wisły
W kampanii wrześniowej uczestniczył w ramach Warszawskiej Brygady Pancerno-Motorowej. W dniach 1 września – 3 września 1939 na stanowisku zapasowym w rejonie Garwolina. Następnie w dniach 4 września – 11 września zajmował wraz z brygadą stanowiska obronne nad Wisłą. Pułk został wyznaczony jako odwód WBPM i zajął stanowiska w rejonie gajówki Wola Osińska niedaleko Kurowa. 4 i 6 września wieczorem pułk odbył ćwiczenia, w tym marsz bojowy ze sprzętem. Pobrano brakujący sprzęt, uzbrojenie oraz zaopatrzenie ze składnic w Stawach i Warszawie. Od 7 września wzmocniony 3 szwadron przedłużył obronę dywizjonu rozpoznawczego WBPM w rejonie Józefowa nieopodal Annopola. Od 8 września 1 psk wykonał trzy marsze nocne na pojazdach i osiągnął 11 września Chruślaki Józefowskie. 12 września 3 szwadron po stoczeniu potyczki ogniowej został ściągnięty ze stanowisk w Jozefowie. 13 września o świcie szwadron rozpoznawczy pułku rozpoznawał kierunek na Annopol, następnie w godzinach południowych 1 psk bez 3 szwadronu z kompanią czołgów Vickers wsparty baterią 2 dywizjonu artylerii motorowej przeprowadził natarcie na Księżomierz i Annopol, dokąd dotarły niemieckie oddziały po przekroczeniu Wisły. Pomimo powodzenia tego ataku i zdobyciu wsi Huta czołowymi szwadronami 1 i 4, dalsze natarcie zostało wstrzymane z uwagi na silny ostrzał artylerii niemieckiej i zapadające ciemności. Rozkazem dowódcy brygady, pułk wycofał się na stanowiska wyjściowe.

#### Udział w bitwie pod Tomaszowem Lubelskim
1 psk przegrupował się do 14 września rano do wsi Struża nieopodal Kraśnika. 15 września pułk przemaszerował z Frampola do Biłgoraja. Szwadron rozpoznawczy prowadził ciągłe rozpoznanie w kierunku na Zamość, Szczebrzeszyn i Tomaszów, tocząc z wojskami niemieckimi potyczki. 1 psk 17 września osiągnął rejon miejscowości Zielone. 18 września 1939 roku 1 psk wsparty baterią 2 dam w godzinach porannych prowadził natarcie przez wieś Rogoźno i okoliczne wzgórza w kierunku Tomaszowa Lubelskiego. 2 szwadron zdobył obsadzone przez wroga wzg. 308, a 1 i 4 szwadron silnie bronione wzg. 318. Szwadron 2 i część szwadronu rozpoznawczego rozpoczęły walkę o wsie Szarowola i Zamiany, częściowo je opanowując, 3 szwadron wraz z częścią szwadronu ckm prowadził natarcie w kierunku Rogoźna. Z uwagi na silną obronę niemiecką, przed wieczorem pułk wycofał się na stanowiska wyjściowe. 19 września pododdziały pułku wysłały rozpoznanie, które ustaliło, iż nieprzyjaciel okrążył dużymi siłami polskie wojska w lasach pod Tomaszowem. Próba dokonania wyłomu z okrążenia przez polską 23 DP w dniach 19 i 20 września również się nie powiodła. 20 września pułk wraz z innymi jednostkami brygady skapitulował wobec braku możliwości kontynuowania dalszej walki. Grupa ok. 200 oficerów i żołnierzy pułku po porzuceniu sprzętu ciężkiego podjęła próbę samodzielnego przebicia się przez pierścień okrążenia. Gdy próba okazała się bezskuteczna, grupa rozproszyła się.
Rozwiązanie pułku nastąpiło 20 września 1939 wraz z kapitulacją Armii „Lublin”.

### Inne jednostki sformowane przez 1 psk
Ponadto w 1 psk zmot sformowano w ramach mobilizacji alarmowej 24 VIII 1939 r. 117 kompanię ckm plot. typu „B” pod dowództwem por. Bolesława Sokolnickiego (4 plutony - 16 ckm) skierowana do obrony plot. mostów kolejowych i stacji w Małkini. W trakcie odwrotu 11/12 IX stoczyła walkę w Sokołowie Podlaskim z niemieckim podjazdem zmotoryzowanym, wzięła udział w obronie Brześcia n/Bugiem. Walczyła z niemiecką kolumną zmotoryzowaną pod Białą Podlaską, rozwiązana 1 października w Momotach g. Huta Krzeszowska.
W dniach 3-5 września na rozkaz Szefa Departamentu Kawalerii MSW – gen. bryg. Piotra Skuratowicza z pozostałości kadrowych 1 psk, sformowano improwizowany pułk rezerwowy kawalerii – nazwany 1 pułk strzelców konnych spieszonych. Jednostka walczyła jednym szwadronem w obronie przepraw przez Wisłę w rejonie Piwonina w dniach 8–10 września w składzie Oddziału Wydzielonego „Brzumin” mjr. Jerzego Jasiewicza. Reszta jednostki weszła w skład Grupy Kawalerii Pieszej ppłk. Edwarda Wani i walczyła na Lubelszczyźnie do 27 września 1939.

#### 1 pułku strzelców konnych spieszonych
- dowódca pułku mjr Bohdan Budkowski[35].
- dowódca plutonu (konnego) zwiadu i osłony – st. wachm. Władysław Giczan[36]
- 1 szwadron – por. rez. Kazimierz Szymański[35]
  - dowódca plutonu – ppor. rez. Wincenty Śnieżko-Błocki[37]
- 2 szwadron – rtm. Michał Kłopotowski[36]
- 3 szwadron – rtm. Aleksander Saryusz-Wolski[35].
- 4 szwadron – rtm. rez. Adam Larysz-Niedzielski[36]
- szwadron ckm – ppor. rez. Brunon Kram[35]
  - dowódca plutonu – ppor. rez. Dawid Weinstejn[35].

### Kawalerowie Virtuti Militari
| Odznaczeni srebrnym krzyżem Orderu „Virtuti Militari” V klasy za wrzesień 1939 |                                              |
| rtm. Jarosław Malinowski (2 szwadron)                                          | st. wachm. Wacław Matysiak (szwadron ckm)    |
| por. Edward Schoeneich (3 szwadron)                                            | ppor. Wacław Zaleski (szwadron rozpoznawczy) |

Organizacja i obsada personalna pułku we wrześniu 1939
Dowództwo
- dowódca – ppłk Stanisław Lewicki chory od 12 IX 1939 (zmarł w niewoli w 1940)
- I zastępca dowódcy – mjr Włodzimierz Białobłocki (zmarł po wojnie)
- oficer operacyjny p.o. dowódcy pułku od 12 IX 1939 – rtm. Stanisław Łukaszewicz (zmarł po wojnie)
- szef kancelarii ewidencyjno-mobilizacyjnej - por. Władysław Giczan
- adiutant – por. Józef Leszczyński
- Oficer informacyjny – por. rez. Antoni Bądzyński (zmarł po wojnie)
- oficer ordynansowy – por. Stanisław Sierawski († 18 IX, Szarowola)
- kwatermistrz (II zastępca dowódcy) – mjr Jan Olpiński
- oficer techniczny – kpt. br. panc. Piotr Włodzimierz Nowak
- dowódca plutonu technicznego – ppor. rez. Stanisław Roguski
- płatnik – chor. Narcyz Witczak-Witaczyński (zginął w Majdanku)
- naczelny lekarz pułku – kpt. lek. dr Grzegorz Woźniakowski (rozstrzelany w 1940 na górze Gruszka[39])
- kapelan – ks. Marian Walczak
- dowódca plutonu gospodarczego – por. Jan Cabaj
- dowódca szwadronu rozpoznawczego – rtm. Jan Mossakowski
- dowódca plutonu motocyklistów – ppor. Wacław Zaleski
- dowódca plutonu kolarzy – por. rez. Jan Rękawek
- dowódca plutonu czołgów rozpoznawczych TKS – por. Stefan Żywirski (do 17 IX, po nim plut. Stanisław Żak)

1 szwadron liniowy
- dowódca – por. Jan Koszutski
- dowódca I plutonu – ppor. Jan Wojciech Sokołowski (zmarł po wojnie)
- dowódca II plutonu – ppor. rez. Aleksander Rożecki
- dowódca III plutonu – ppor. rez. Gert Eisenbraun

2 szwadron liniowy
- dowódca – rtm. Jarosław Malinowski
- dowódca I plutonu – ppor. Stanisław Mierzikowicz (zmarł po wojnie)
- dowódca II plutonu – ppor. rez. dr Eugeniusz Judenko
- dowódca III plutonu – ppor. rez. Szymon Czaplicki († 18 IX, Szarowola)

3 szwadron liniowy
- dowódca – por. Edward Schoeneich (zmarł po wojnie)
- dowódca I plutonu – ppor. Stanisław Wojciechowicz (ranny 18 IX, Kolonia Rogoźno)
- dowódca II plutonu – por. rez. Adam Iłłakowicz (ranny 18 IX, Kolonia Rogoźno, zmarł po wojnie))
- dowódca III plutonu – ppor. rez. Zdzisław Korzybski († 18 IX, Kolonia Rogoźno)

4 szwadron liniowy
- dowódca – rtm. Edmund Grunwald (zmarł po wojnie)
- dowódca I plutonu – ppor. Jerzy Dobrski (zginął w 1944)
- dowódca II plutonu – ppor. rez. Stanisław Leśniowski
- dowódca III plutonu – por. rez. Włodzimierz Wasilewski

szwadron ciężkich karabinów maszynowy i broni towarzyszącej
- dowódca – rtm. Andrzej Zawisza
- dowódca I plutonu ckm – ppor. kaw. Lech Włodzimierz Syrokomla-Syrokomski (1913–1953)[40]
- dowódca II plutonu ckm – ppor. rez. Włodzimierz Tymieniecki
- dowódca III plutonu ckm – ppor. rez. Witold Zwoliński
- dowódca IV plutonu ckm – por. rez. Andrzej Kamocki
- dowódca I plutonu moździerzy – por. Franciszek Uczciwek
- dowódca II plutonu moździerzy – ppor. rez. inż. Konstanty Strączyński

pododdziały specjalne
- pluton przeciwpancerny – por. Jan Marowski (do 12 IX, po nim kpr. Józef Wysocki)
- pluton pionierów – por. Mirosław Sawicki
- pluton łączności – por. Stanisław Sokołowski (zginął w maju 1945)
- pluton techniczny – ppor. rez. broni panc. Stanisław Roguski
- pluton gospodarczy – por. int. Jan Cabaj (zginął w Oświęcimiu)
- szwadron zapasowy – rtm. Aleksander Saryusz-Wolski († 29 IX 1939, Krasnobród)

## Symbole pułkowe

### Sztandar
8 lutego 1924 Prezydent RP Stanisław Wojciechowski zatwierdził wzór sztandaru 1 psk, a 4 maja 1924 w Garwolinie wręczył go pułkowi. Sztandar ufundowany został przez społeczeństwo powiatu garwolińskiego i wykonany zgodnie z ustawą z dnia 1 sierpnia 1919.

Sztandar 1 psk

W 1936 podczas manewrów padały ulewne deszcze. Płat sztandaru zafarbował tak mocno, że nie nadawał się do publicznej prezentacji. Dowódca pułku postanowił, że pierwotne ornamenty i medaliony, wycięte ze zniszczonego płatu zostaną naszyte na kanwę nowego. Całą operację utrzymano w głębokiej tajemnicy. Pierwszy, poplamiony i pozbawiony haftów płat zdeponowano w muzeum pułkowym.
20 września 1939, po rozwiązaniu pułku pod Tomaszowem Lubelskim, sztandar został zabrany przez żołnierzy pułku i 25 września zakopany w Lasach Janowskich.
W 1973 odnaleziono w Garwolinie zestaw pamiątek pułkowych, a wśród nich poplamiony, pozbawiony haftów i medalionów płat sztandaru. Był to jednak stary płat wymieniony w sztandarze na nowy przez zakonnice z Poznańskiego.
W 1974 podczas obchodów święta pułkowego w Garwolinie weteranom pułku i społeczeństwu miasta zaprezentowano kopię sztandaru. Wykonały ją siostry zakonne ze zgromadzenia "Sacre Coeur" w Poznaniu z inicjatywy byłych żołnierzy 1 psk. Następnie sztandar (kopię) przekazano do Muzeum WP wraz z pierwotnym płatem.

### Odznaka pamiątkowa

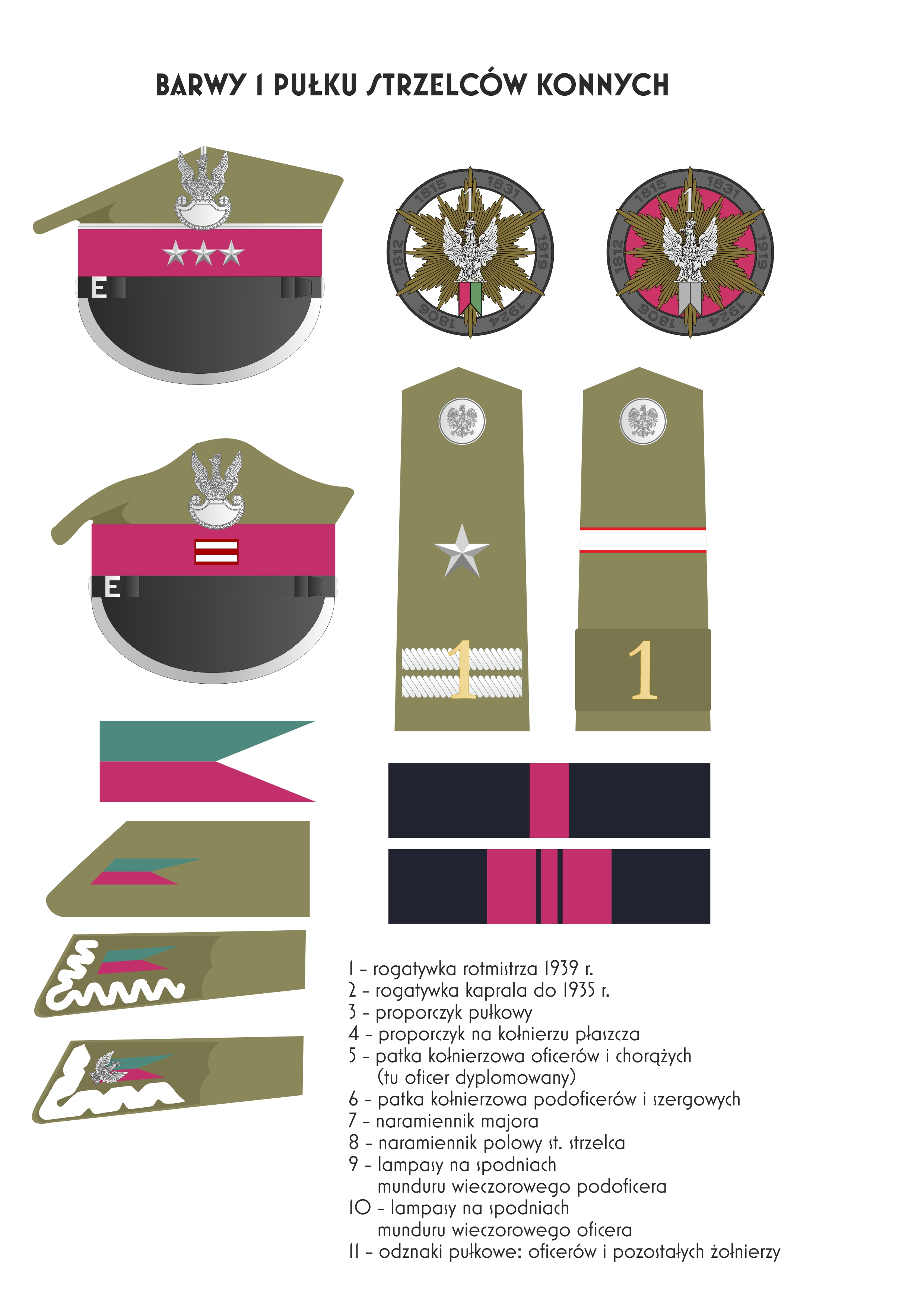
Barwy 1 psk

wzór 1

Odznaka ma kształt podkowy. W centrum wpisano numer o inicjały 1 PSK. Jednoczęściowa - wykonana w tombaku srebrzonym. Wymiary: 32x30 mm. Wykonanie: Józef Michrowski - Warszawa
wzór 2

Odznaka zatwierdzona Dz. Rozk. MSWojsk. nr 14, poz. 142 z 27 V 1926. Posiada kształt gwiazdy wielopromieniowej nałożonej na stalowe koło. Na środku gwiazdy srebrny orzeł trzymający w szponach proporczyk emaliowany w barwie oliwkowoamarantowej. Nad orłem srebrna cyfra pułkowa 1, na kole lata 1806 1812 1815 1831 1919 1924. Trzyczęściowa - oficerska wykonana w srebrze, emaliowana. Wymiary: 40 mm. Wykonanie: Jan Knedler - Warszawa.

### Barwy
1 pułk strzelców konnych od 1921 używał proporczyka barwy ciemnozielono-amarantowej. W latach 1922–1927 strzelcy konni mieli otoki barwy oliwkowej. Rozkazem Ministerstwa Spraw Wojskowych z 24 marca 1927 pułk otrzymał otok barwy amarantowej.
| Proporczyk | Opis                                                                    |
| ---------- | ----------------------------------------------------------------------- |
|            | Proporczyk szmaragdowo-amarantowy                                       |
|            | proporczyk dowództwa w 1939                                             |
|            | proporczyk 1 szwadronu w 1939                                           |
|            | proporczyk 2 szwadronu w 1939                                           |
|            | proporczyk 3 szwadronu w 1939                                           |
|            | proporczyk 4 szwadronu w 1939                                           |
|            | proporczyk 5 szwadronu ckm w 1939                                       |
|            | proporczyk plutonu łączności w 1939                                     |
| Inne       | Opis                                                                    |
|            | Czapka rogatywka – otok amarantowy                                      |
|            | Spodnie długie ciemnogranatowe, lampasy amarantowe, wypustka amarantowa |

### Żurawiejka
| Jedzie strzelec z Garwolina, Dzielna postać, butna mina.                   | Niedaleko od stolicy, Siedzą sami pułkownicy.                       | Z całej Polski zbieranina, To są strzelcy z Garwolina! |
| Gdzie ty mieszkasz – w Garwolinie, Strzelcem jesteś (taki synie).          | Z Francji swój początek bierze, Spośród strzelców jest na przedzie. |                                                        |
| Po każdej zwrotce: Lance do boju, szable w dłoń, bolszewika goń, goń, goń! |                                                                     |                                                        |

## Pułk Armii Krajowej
Powstanie warszawskie 1944
Odtworzony został w konspiracji w ramach Armii Krajowej w 1942 w Warszawie i w obwodzie garwolińskim. W powstaniu warszawskim wziął udział jako dywizjon 1806. Walczył na Woli i na Starym Mieście w ramach Zgrupowania „Radosław” – ppłk. Jana Mazurkiewicza.

## Garwolińscy strzelcy konni

### Dowódcy i zastępcy dowódcy pułku

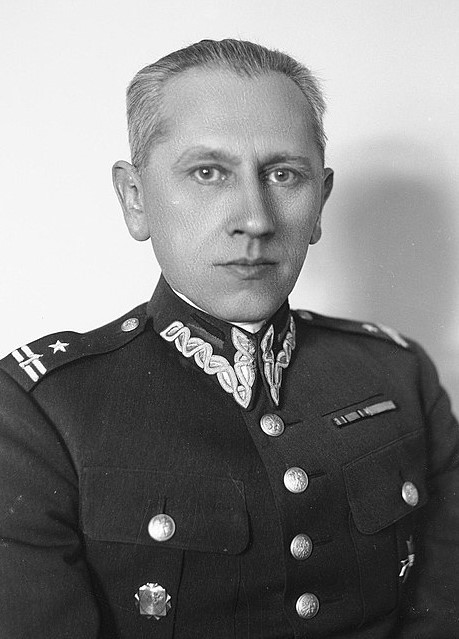
Włodzimierz Białobłocki

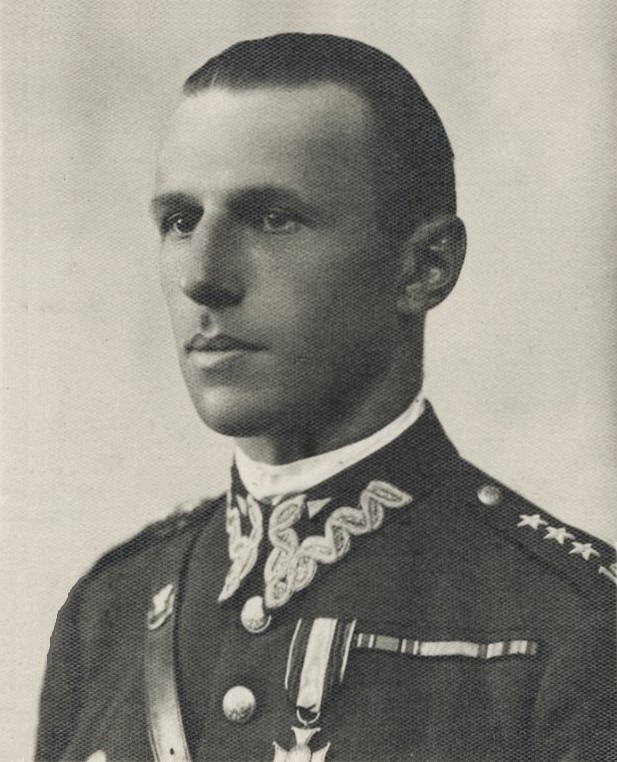
Stanisław Łukaszewicz

| Stopień, imię i nazwisko           | Okres pełnienia służby     | Kolejne stanowisko |
| Dowódcy pułku                      | Dowódcy pułku              | Dowódcy pułku      |
| ---------------------------------- | -------------------------- | ------------------ |
| płk Tadeusz Sulimirski             | X – XI 1919                |                    |
| płk Bohdan Rudolph                 | 15 XI 1919 – I 1920        |                    |
| mjr Bohdan Dąbrowski               | p.o. 7 VI – 12 X 1921      |                    |
| ppłk Wacław Wysocki                | 13 X 1921 – 18 V 1922      |                    |
| płk Konrad Piekarski               | 19 V 1922 – 19 VI 1924     |                    |
| mjr Jerzy Bereżecki                | p.o. 20 VI – 6 XII 1924    |                    |
| ppłk Witold Walicki                | p.o. 6 XII 1925 – 4 I 1925 |                    |
| płk Władysław Kulesza              | 5 I 1925 – 11 IV 1929      |                    |
| płk Adam Bogoria-Zakrzewski        | 11 IV 1929 – 12 VI 1937    |                    |
| mjr Włodzimierz Białobłocki        | p.o. 12 VI – 24 VII 1937   |                    |
| płk Stanisław Królicki             | 24 VII 1937 – 5 VII 1939   |                    |
| mjr Włodzimierz Białobłocki        | p.o. 5 – 29 VII 1939       |                    |
| ppłk kaw. Józef Jerzy Mularczyk    | 29 VII – 16 VIII 1939      |                    |
| mjr Włodzimierz Białobłocki        | p.o. 16 – 23 VIII 1939     |                    |
| ppłk Stanisław Lewicki             | 23 VIII – 10 IX 1939       |                    |
| mjr Włodzimierz Białobłocki        | 10 – 16 IX 1939            |                    |
| rtm. Stanisław Łukaszewicz         | od 16 IX 1939              |                    |
| ppłk Karol Błasiński               | 1940 – 1944                |                    |
| Zastępcy dowódcy pułku             |                            |                    |
| ppłk kaw. Jan Klim                 | do 1 IX 1923               |                    |
| ppłk kaw. Witold Walicki           | od 6 XII 1924              |                    |
| ppłk dypl. Stefan Zabielski        | XII 1927 – III 1929        |                    |
| mjr kaw. Stanisław Ulankiewicz     | VII 1929 – III 1930        |                    |
| mjr dypl. Władysław Chwalibogowski | III 1930 – III 1932        |                    |
| mjr kaw. Józef Jerzy Mularczyk     | od III 1932                |                    |
| ppłk dypl. Adam Grocholski         | do 1934                    |                    |

### Żołnierze 1 pułku strzelców konnych - ofiary zbrodni katyńskiej
Biogramy zamordowanych oficerów znajdują się na stronie internetowej Muzeum Katyńskiego
| Nazwisko i imię | stopień        | zawód             | miejsce pracy przed mobilizacją | zamordowany |
| --------------- | -------------- | ----------------- | ------------------------------- | ----------- |
| Jacko Karol     | kapitan lekarz | żołnierz zawodowy |                                 | Katyń       |

## Tradycje
Kawaleryjskie tradycje 1 pułku strzelców konnych kultywuje Stowarzyszenie Kawaleryjskie im. 1. Pułku Strzelców Konnych z siedzibą w Garwolinie.